# Nicole Croisille
Nicole Croisille (9 oktober 1936, Neuilly-sur-Seine - 4 juni 2025, Parijs) was een Franse zangeres, danseres en actrice.
Ze was danseres bij het Comédie-Française, en daarna mimespeelster bij Marcel Marceau, revue-artieste en actrice in theater, film en musical. Bij het grote publiek werd ze vooral bekend als zangeres.
Nadat ze begon met zingen in de cafés van Saint-Germain-des-Prés en clubs in Chicago, kende ze in 1966 samen met Pierre Barouh succes voor de vertolking van "Un homme et une femme", een lied uit de gelijknamige film van Claude Lelouch. In de jaren 1970 kende ze succes met nummers als "Parlez-moi de lui", "Une femme avec toi" en "Téléphone-moi". 

## Biografie

### Jeugd
Nicole Croisille werd geboren op 9 oktober 1936 in Neuilly-sur-Seine. Haar vader was directeur van een reisbureau en haar moeder een pianiste. Croisille werd al op jonge leeftijd aangetrokken tot het podium en toonde talent voor zang en dans. Ze werd op haar achtste danseres bij de Opéra de Paris, maar haar vader wou niet dat zijn dochter beroepsartieste werd en weigerde haar deelname aan een wedstrijd voor jonge artiesten. Nicole Croisille borg haar dromen op en volgde als jongere typeles. Tegelijk volgde ze toch lessen bij de Comédie-Française en sloot ze zich aan bij het ballet van de compagnie..

## Debuut
In de jaren 1950 volgde Croisille lessen van Marcel Marceau en werd mimespeelster. In 1957 maakte ze een eerste tournee door Zuid-Amerika. Bij een andere tournee van Marceau ontdekte ze in 1960 de Verenigde Staten. Ze raakte geboeid door jazz, woonde concerten bij in clubs in Chicago, en dankzij haar kennis van het Engels begeleide ze vaak muzikanten met zang..
In Frankrijk legde ze zich verder toe op haar danscarrière en in 1958 nam ze deel aan een revue van Joséphine Baker en aan voorstellingen van "Le Bourgeois gentilhomme". In 1960 speelde, zong en danste ze in het theater Les Trois Baudets in een burleske voorstelling van Jean Yanne. Ze speelde in een musical L'Apprenti fakir met Jean Marais.. In 1961 was ze choreografie-assistente van de voorstelling Jour de fête à l'Olympia van Bruno Coquatrix en Jacques Tati ter gelegenheid van het verschijnen in kleur van de film Jour de fête. Als amateur zong ze ook in de cafés van Saint-Germain-des-Prés..
In het begin van de jaren 1960 kreeg ze enige bekendheid toen haar eerste plaatjes verschenen. In 1961 verscheen een eerste single "Dieu merci, il m'aime aussi", een vertolking van "Hallelujah I Love Her So" van Ray Charles. Ze bracht dat jaar ook "Nous les amoureux" uit, haar versie van het winnende Eurovisiesongfestivalnummer voor Luxemburg van Jean-Claude Pascal. Ze opende ook voor Jacques Brel in Olympia. Ze leerde Claude Nougaro kennen, waarmee ze bevriend raakte.
In 1963 trad ze op op het Festival de jazz d'Antibes Juan-les-Pins, begeleid op het Hammondorgel door Eddy Louiss en op drums door Phillipe Combelle.
In 1964 keerde Croisille terug naar de Verenigde Staten, waar ze werkte als revue-artiesten. Ze presenteerde ook verschillende scenes uit een Folies Bergère-show op Broadway en bleef een jaar in New York..

### Successen als zangeres
Bij haar terugkeer uit de Verenigde Staten in 1966 kende Croisille internationaal succes met het lied uit de film Un homme et une femme van Claude Lelouch. Het lied werd gecomponeerde door Francis Lai en vertolkte ze in een duet met Pierre Barouh. De soundtrack van de film werd het eerste Franse album dat een gouden plaat behaalde in de Verenigde Staten, met een verkoop die meer dan een miljoen dollar haalde. Ze werkte in 1968 weer met dezelfde regisseur en componist samen voor de film Vivre pour vivre.
In de jaren 1960 was ze een van de twee stemmen van "Anna Livia Plurabelle", een jazz-cantate van André Hodeir. In 1968 vertolkte ze onder het pseudoniem Tuesday Jackson "I'll Never Leave You" voor de film Les Jeunes Loups van Marcel Carné.
In 1970 staat ze op het podium van het théâtre de la Porte-Saint-Martin in de musical La Neige en été naast Mouloudji en Régine.
In het midden van de jaren 1970 tekent ze bij producent Claude Dejacques en uitgever Claude Pascal en kende ze verschillende successen als zangeres, vooral met nummers als "Parlez-moi de lui (Il ne pense qu'à toi)" in 1973, "Une femme avec toi" en "Téléphone-moi" in 1975, mais maar ook met "Avec le soleil sur la peau" in 1973, "La Vie facile" en "L'Été" in 1974, "L'Amour, l'amour" en "Je ne suis que de l'amour" in 1975, "Emma (Je m'appelle Emma)", "J'ai besoin de toi, j'ai besoin de lui" en "C'est comme un arc-en-ciel" in 1976, "Si l'on pouvait choisir sa vie" in 1977, "La Garonne" en "Fané, fini, foutu" in 1978, "Je n'ai pas dit mon dernier mot d'amour" en "Dansez pour moi" in 1979.

### Jaren 1980
In de jaren 1980 verstigde Croisille zich tijdelijk in Québec, waar ze in 1983 een plaat opnam.. In 1984 verscheen haar album Nicole Croisille chante Francis Lai - Cinéma. In 1985 nam ze haar versie op van "Le Blues du businessman". Met een groep van 24 vrouwen nam ze een lied op voor de liefdadigheidsorganisatie CARE France, "La Chanson de la vie", dat begin 1986 verscheen. In 1988 verscheen ze als zangeres in de film Itinéraire d'un enfant gâté van Claude Lelouch.
Ze richtte zich ook op haar favoriete genres, zoals jazz, maar kende geen grote successen meer in het chanson.

### Latere carrière
In 1992 zong ze de generiek van de televisieserie Les Cœurs brûlés op TF1.
Ze acteerde in 1998 in de film Deux mamans pour Noël.
In 2003 en 2004 verscheen ze op het festival Rose d'Or in de Olympia in Parijs. In 2006 bracht ze in de voorstelling Nougaro, le jazz et moi enkele van haar nummers, jazzklassiekers en nummers van Claude Nougaro. In 2008 nam ze met componist Daniel Mercure de plaat Bossa d'hiver op
In 2005 verscheen ze op TF1 in de televisieserie Dolmen.
In de jaren 2010 legde ze zich toe op musical. In 2015 verscheen het dubbelalbum Il était une fois... Nicole. Ze trad ook op in het theater.

### Overlijden
Croisille leed aan ongeneeslijke leverkanker. Ze wou euthanasie ondergaan in België, wat ze mei 2025 had toevertrouwd aan journaliste Marion Ruggiere van het tijdschrift Elle, met de vraag dat het interview slechts na haar overlijden zou worden gepubliceerd. Haar toestand verslechterde echter, zodat ze de verplaatsing niet meer kon maken naar België. Ze werd op 1 juni 2025 met spoed opgenomen en overleed op 4 juni 2025.

## Discografie

### Studioalbums
- Nicole Croisille (1961)
- Climats (1971)
- Partir (1974)
- Femme (1975)
- Si l'on pouvait choisir sa vie (1976)
- La femme et l’enfant (1977)
- C'est ma vie (1978)
- Croisille 80 (1980)
- J'aime pas quand tu pars (19810
- Le cœur funambule (1981)
- Paris-Montreal (1982)
- Chante Francis Lai - Cinéma (1984)
- Jazzille (1987)
- Black et Blanche (1990)
- Chante Nougaro, le jazz et moi (2006)
- Tu me manques (2008)
- Croisille (2011)
- Arc en ciel (2014)
- Il était une fois... Nicole (2015)

### Livealbums
- Olympia 76 (1976)
- Olympia 78 (1978)
- Nicole Croisille au Théâtre des Champs-Élysées (1981)
- Une femme (1997)

## Filmografie
- Erotissimo (1969, Gérard Pirès)
- Face aux nazis (Underground) (1970, Arthur H. Nadel)
- Lucky Luke (1971, René Goscinny, stem)
- Les Uns et les Autres (1981, Claude Lelouch)
- Itinéraire d'un enfant gâté (1988, Claude Lelouch)
- Il y a des jours... et des lunes (1990, Claude Lelouch)
- Les Misérables (1995, Claude Lelouch)
- La Cage dorée (2013, Ruben Alves)

## Onderscheidingen
- Ridder van het Legioen van Eer, toegekend door Frédéric Mitterrand op 15 december 2010
- Commandeur van de Orde van Kunst en Letteren, op 15 april 2022